# Jeanne Demessieux
Jeanne Marie-Madeleine Demessieux (ur. 13 lutego 1921 w Montpellier, zm. 11 listopada 1968 w Paryżu) – francuska organistka i kompozytorka.

## Życiorys
Studiowała w Konserwatorium Paryskim, gdzie ukończyła z wyróżnieniem klasę harmoniki u Jeana Gallona (1937), fortepianu u Magdy Tagliaferro (1939), fugi u Noëla Gallona (1939) oraz organów u Marcela Dupré (1941). Była organistką paryskich kościołów Saint-Esprit (1933–1962) i La Madeleine (1962–1968). Wykładała w konserwatoriach w Nancy (1950–1953) i Liège (1952–1968).
W 1946 roku dała swój pierwszy koncert w Paryżu. W późniejszych latach podróżowała z recitalami, występując m.in. w Londynie (1947), Edynburgu (1948), Salzburgu (1949) i Stanach Zjednoczonych (1953, 1955 i 1958). Jako pierwsza kobieta dostąpiła zaszczytu gry na organach w katedrze westminsterskiej i opactwie westminsterskim. Grała też podczas ceremonii konsekracji archikatedry Chrystusa Króla w Liverpoolu w 1967 roku. Nagrywała dla wytwórni muzycznej Decca. Ceniono jej talent improwizatorski. Wyróżniała się jako interpretatorka dzieł organowych Césara Francka i Ferenca Liszta.

## Kompozycje

### Utwory na organy solo
- Nativité op. 4 (Skomponowany w 1943/44 roku. Sampzon: Delatour France, 2005)
- Six Études op. 5 (Skomponowany w 1944 roku. Paryż: Bornemann/Leduc, 1946)
  - Pointes
  - Tierces
  - Sixtes
  - Accords alternés
  - Notes répétées
  - Octaves
- Sept Méditations sur le Saint-Esprit op. 6 (Skomponowany w 1945–47 roku. Paryż: Durand, 1947)
  - Veni Sancte Spiritus
  - Les Eaux
  - Pentecôte
  - Dogme
  - Consolateur
  - Paix
  - Lumière
- Triptyque op. 7 (Skomponowany w 1947 roku. Paryż: Durand, 1949)
  - Prélude
  - Adagio
  - Fugue
- Twelve Choral-Preludes on Gregorian Chant Themes op. 8 (Skomponowany w 1947 roku. Boston, MA (USA): McLaughlin & Reilly, 1950)
  - Rorate Caeli
  - Adeste Fideles
  - Attende Domine
  - Stabat Mater
  - Vexilla Regis
  - Hosanna Filio David
  - O filii et filiae
  - Veni Creator Spiritus
  - Ubi Caritas
  - In Manus Tuas
  - Tu Es Petrus
  - Domine Jesu
- Andante (Chant donné) (Skomponowany w 1953 roku, w: 64 Leçons d'Harmonie, offertes en hommage à Jean Gallon, opublikowany przez Claude’a Delvincourt. Paryż: Durand, 1953)
- Te Deum op. 11 (Skomponowany w 1957/58 roku. Paryż: Durand, 1959)
- Répons pour le Temps de Pâques: Victimae Paschali Laudes (Skomponowany w 1962/63 roku. Paryż: Durand, 1970)
- Répons pour les Temps Liturgiques (Skomponowany w 1962–66 roku. Sampzon: Delatour France, 2006)
  - Répons pour le temps du Très-Saint-Rosaire: Ave Maria
  - Répons pour le temps d'Advent: Consolamini
  - Répons pour le temps du Saint-Sacrement: Lauda Sion (Pierwsza wersja, 1963)
  - Répons pour le temps du Saint-Sacrement: Lauda Sion (Druga wersja, 1966)
- Prélude et Fugue en Ut op. 13 (Skomponowany w 1964 roku. Paryż: Durand, 1965)

### Organy i orkiestrę
- Poème op. 9 (Skomponowany w 1949 roku. Paryż: Durand, 1952)

### Utwory fortepianowe
- 7 Pièces inédites (Sampzon: Delatour France, 2011)
  - Le chant des petits oiseaux
  - Berceuse et impromptu
  - Romance sans paroles
  - Allegro
  - Mazurka
  - Valse n° 1
  - Murmure des bois
- Berceuse (1926)
- Suite (1938)
  - Prélude
  - Scherzetto
  - Menuet
  - Toccata
- Étude (Skomponowany w 1938 roku. Niepublikowane.)
- Trois Préludes (Skomponowany w 1939 roku. Niepublikowane.)

### Głos i fortepian
- Le Moulin (Skomponowany w 1937 roku. Niepublikowane.)
- Soudainement contre les Vitres (Skomponowany w 1940 roku. Niepublikowane.)
- Sonnet de Michel-Ange (Skomponowany w 1949 roku. Niepublikowane.)
- Action de grâce (Bez daty. Niepublikowane.)
- Cavalier (Bez daty. Niepublikowane.)
- Le Vase brisé (Bez daty. Niepublikowane.)

### Utwory kameralne
- Sonate na skrzypce i fortepian (Skomponowany w 1940 roku. Sampzon: Delatour France, 2013)
  - Allegro moderato
  - Adagio cantabile
  - Thème et variations
- Ballade op. 12 na róg i fortepian (Skomponowany w 1962 roku. Paryż: Durand, 1962)
- Kwartet smyczkowy (Bez daty. Niepublikowane.)

### Utwory chóralne
- Cantate pour le Jeudi Saint a głosy solowe, chór i organy (Skomponowany w 1938 roku. Niepublikowane.)
- Barques Célestes na chór (Skomponowany w 1938 roku. Niepublikowane.)
- Consolamini na chór (Skomponowany w 1950 roku. Niepublikowane.)
- Chanson de Roland op. 10 na mezzosopran, chór i orkiestrę (Skomponowany w 1951–56 roku. Paryż: Leduc)

### Inne kompozycje
- Dwie części symfoniczne na orkiestrę (Skomponowany w 1941 roku. Niepublikowane.)
- Georg Friedrich Händel: Cadenzas na koncerty organowe nr 1 i 2  (Niepublikowane.)
- Ferenc Liszt: Funérailles, zaaranżowane na organy (Sampzon: Delatour France, 2010)